# Campionati statunitensi di sci alpino 1971
I Campionati statunitensi di sci alpino 1971 si disputarono ad Aspen tra il 12 e il 14 marzo; furono assegnati i titoli di discesa libera, slalom gigante, slalom speciale e combinata, sia maschili sia femminili.
Trattandosi di competizioni valide anche ai fini del punteggio FIS, vi parteciparono anche sciatori di altre federazioni, senza che questo consentisse loro di concorrere al titolo nazionale statunitense.

## Risultati

### Uomini

#### Discesa libera
| Pos. | Atleta      | Nazione     |
| ---- | ----------- | ----------- |
| 1    | Bob Cochran | Stati Uniti |
| 2    | ?           | ?           |
| 3    | ?           | ?           |

Data: 12 marzo

#### Slalom gigante
| Pos. | Atleta       | Nazione     |
| ---- | ------------ | ----------- |
| 1    | Otto Tschudi | Norvegia    |
| 2    | Bob Cochran  | Stati Uniti |
| 3    | ?            | ?           |
| 4    | ?            | ?           |

Data: 14 marzo

#### Slalom speciale
| Pos. | Atleta      | Nazione     |
| ---- | ----------- | ----------- |
| 1    | Bob Cochran | Stati Uniti |
| 2    | ?           | ?           |
| 3    | ?           | ?           |

Data: 13 marzo

#### Combinata
| Pos. | Atleta      | Nazione     |
| ---- | ----------- | ----------- |
| 1    | Bob Cochran | Stati Uniti |
| 2    | ?           | ?           |
| 3    | ?           | ?           |

Data: 12-14 marzo

### Donne

#### Discesa libera
| Pos. | Atleta          | Nazione     |
| ---- | --------------- | ----------- |
| 1    | Judy Crawford   | Canada      |
| 2    | Cheryl Bechdolt | Stati Uniti |
| 3    | ?               | ?           |
| 4    | ?               | ?           |

Data: 12 marzo

#### Slalom gigante
| Pos. | Atleta         | Nazione |
| ---- | -------------- | ------- |
| 1    | Laurie Kreiner | Canada  |
| 2    | Judy Crawford  | Canada  |
| 3    | ?              | ?       |
| 4    | ?              | ?       |
| 5    | ?              | ?       |

Data: 13 marzo

#### Slalom speciale
| Pos. | Atleta          | Nazione     |
| ---- | --------------- | ----------- |
| 1    | Barbara Cochran | Stati Uniti |
| 2    | ?               | ?           |
| 3    | ?               | ?           |

Data: 14 marzo

#### Combinata
| Pos. | Atleta        | Nazione |
| ---- | ------------- | ------- |
| 1    | Judy Crawford | Canada  |
| 2    | ?             | ?       |
| 3    | ?             | ?       |
| 4    | ?             | ?       |

Data: 12-14 marzo